# Monepidosis
Monepidosis is een muggengeslacht uit de familie van de galmuggen (Cecidomyiidae).

## Soorten
- M. bulgarica Mamaev & Dimitrova, 1992
- M. carolinae (Felt, 1907)
- M. furcata Mamaev, 1966
- M. pectinata Mamaev, 1966